# Hôtel Morin

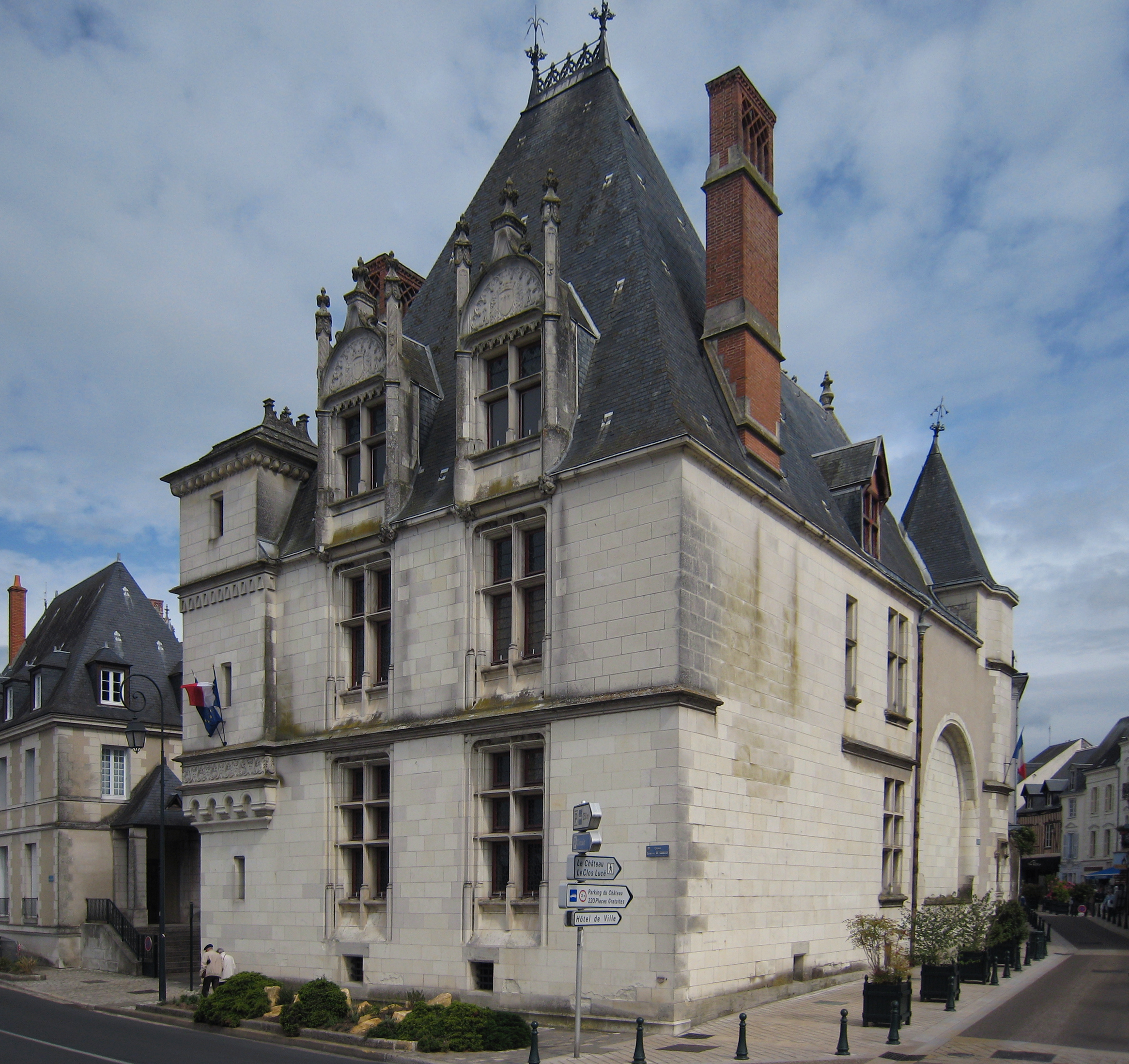
Westansicht des Hôtels Morin

Das Hôtel Morin ist ein Hôtel particulier in der französischen Stadt Amboise im Département Indre-et-Loire. Zu Beginn des 16. Jahrhunderts vom Schatzmeister des französischen Königs Franz I. errichtet, war es ab dem 18. Jahrhundert Gerichtsgebäude, Verwaltungsbau und Gefängnis. Von 1848 bis 1852 wurde es als Soldatenunterkunft genutzt, ehe 1855 die Stadtverwaltung von Amboise dort einzog. Bis 1970 diente das Stadtpalais als Rathaus von Amboise. Nach dem Auszug der städtischen Verwaltungsstellen wurde dort ein Museum zur Stadtgeschichte eingerichtet.
Seit dem 8. Oktober 1880 ist das Gebäude als Monument historique klassifiziert und steht somit unter Denkmalschutz.

## Geschichte
Pierre Morin, Schatzmeister des französischen Königs, begann im Jahr 1500 mit dem Bau eines Stadtpalais. Die Pläne dazu stammten von Jacques Coqueau und Pierre Nepveu, die auch an den Schlössern Chambord und Chenonceau beteiligt waren. Der Bauherr wollte nicht nur ein Wohnhaus errichten, sondern den Reichtum seiner Familie zur Schau stellen. Diesen hatte sie als Lieferanten der königlichen Haushalte von Charlotte von Savoyen und Anne de Bretagne gemacht, die beide lange Zeit im Schloss Amboise lebten. Bei Pierres Tod war das Hôtel jedoch noch nicht fertiggestellt, erst seine Witwe Françoise Provost beendete den Bau im Jahr 1505.

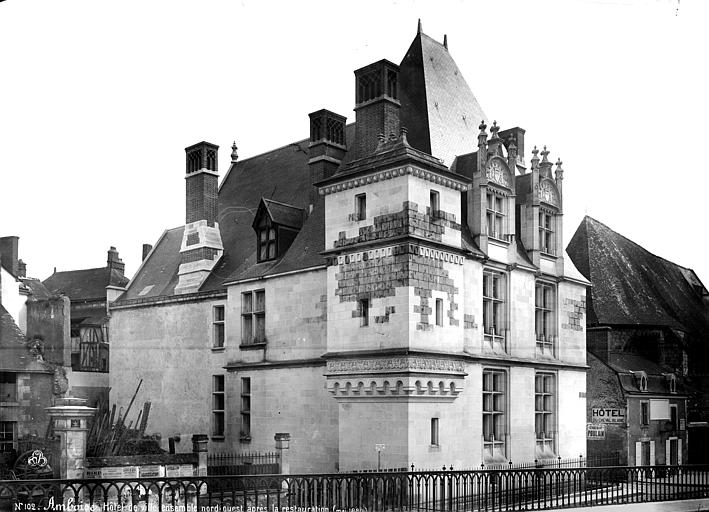
Das Hôtel Morin 1889; Fotografie von Séraphin-Médéric Mieusement

Später war das Gebäude Eigentum von François Tissart, Seigneur von Villetissart, ehe es einem Herrn Chasteignier gehörte. Von ihm erwarb es der Herzog von Choiseul, zu dessen Besitz Amboise seit 1764 gehörte, und richtete dort das Gericht sowie die Kämmerei seines Herzogtums Choiseul-Amboise und ein Gefängnis ein. Durch die herzogliche Nutzung wurde das Gebäude zu jener Zeit Palais ducal (deutsch Herzogspalast) genannt. Nach dem Tod Choiseuls erwarb es – wie das gesamte Herzogtum – Louis Jean Marie de Bourbon, duc de Penthièvre, der von seiner Tochter Louise Marie Adélaïde de Bourbon-Penthièvre, der Herzogin von Orléans, beerbt wurde.
Im Jahr 1826 gelangte das Hôtel Morin durch Kauf an die Stadt Amboise, die dafür 8500 Francs bezahlte. Sie nutzte es zu Verwaltungszwecken. Von 1848 bis 1852 waren dort Soldaten untergebracht. Sie hatten Abd el-Kader und sein Gefolge zu bewachen, die seit jenem Jahr im Schloss Amboise gefangen gehalten wurden. Ab 1855 war der Bau Rathaus (französisch Hôtel de ville) und Sitz des Friedensgerichts, der ab 1891 restauriert wurde.
Nachdem die Stadtverwaltung 1970 in ein neues, moderneres Rathaus umgezogen war, wurde in dem Gebäude ein Museum eingerichtet (Musée de lʼHôtel de ville, deutsch Rathausmuseum), dessen Ausstellung sich mit der Geschichte von Amboise befasst.

## Beschreibung

### Architektur

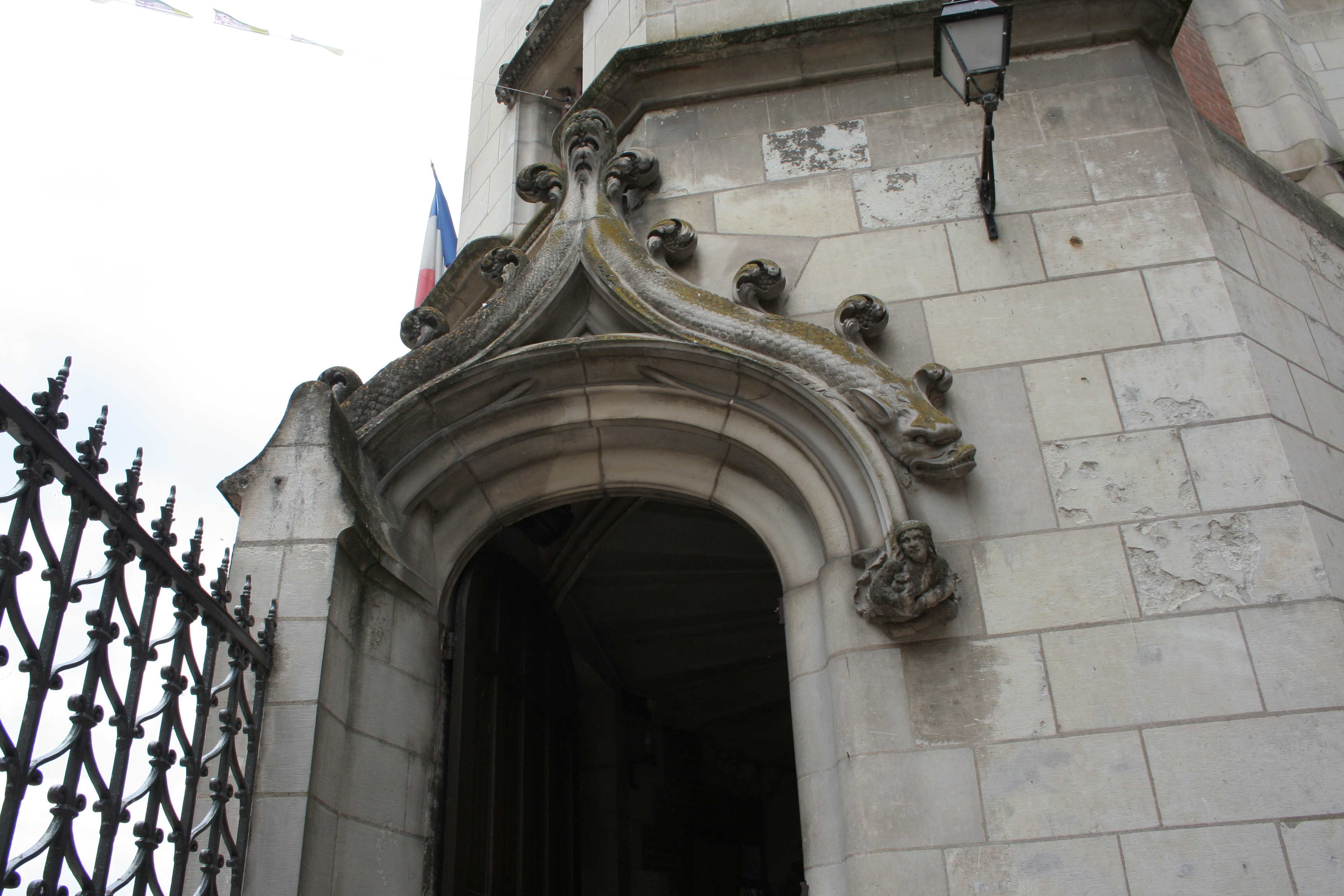
Kielbogen über dem Eingang

Das heutige Aussehen des Hôtel resultiert aus Restaurierungsarbeiten, die im 19. und 20. Jahrhundert unter dem Architekten de la Roque vorgenommen wurden. Das Mauerwerk des zweigeschossigen Baus besteht aus hellen Tuffsteinquadern, das hohe Walmdach ist mit Schieferschindeln gedeckt. Die Architektur zeigt die typischen Merkmale des Flamboyants und der frühen französischen Renaissance: unter anderem einen reich verzierten Kielbogen über dem Eingang, regelmäßig angeordnete Kreuzstockfenster und fialenbesetzte Lukarnen.

### Museum

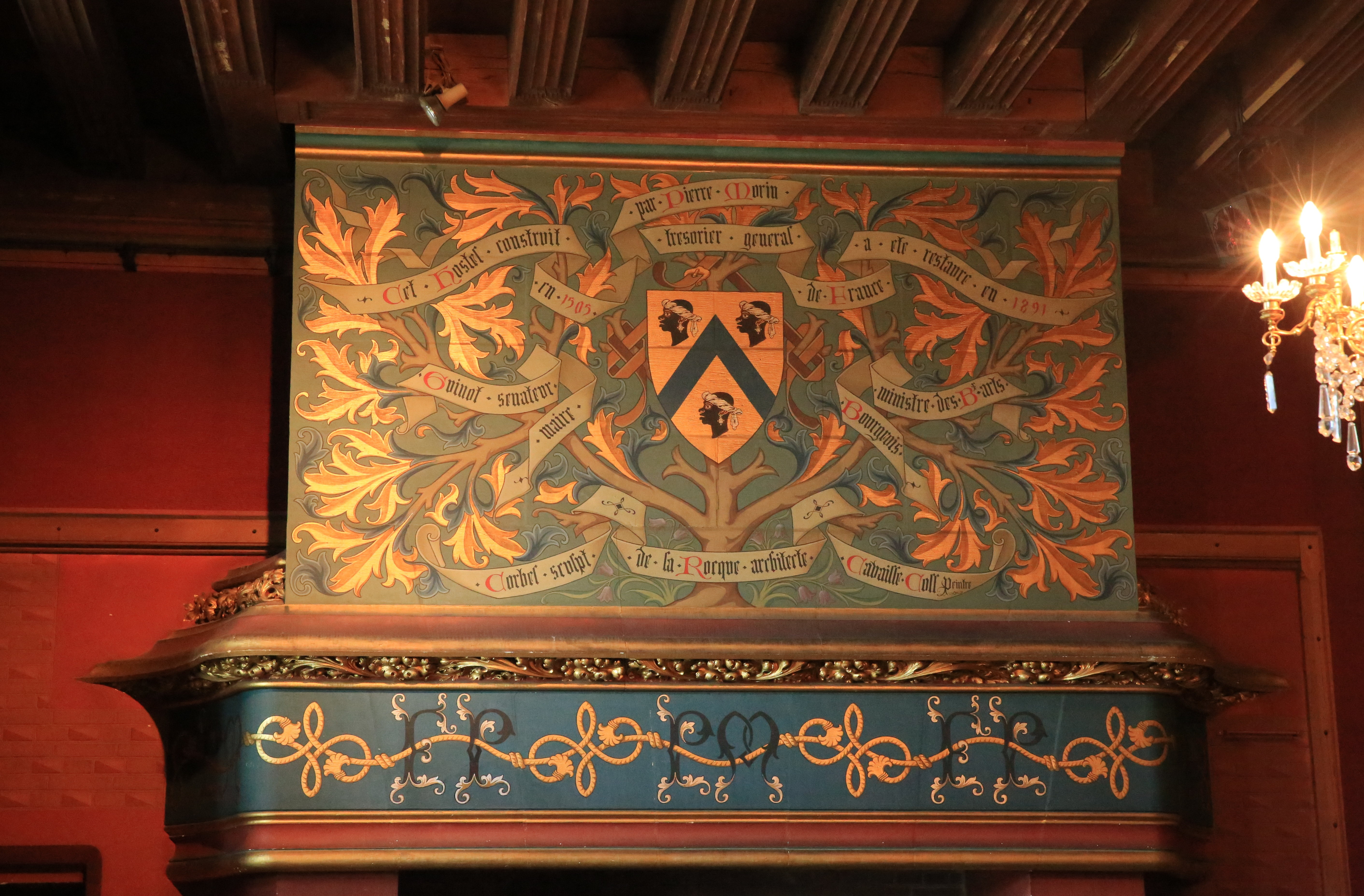
Kamin im Hochzeitszimmer

Im Erdgeschoss befasst sich der Saal Leonardo da Vinci mit dem Leben und Werk des italienischen Universalgelehrten, der die letzten Jahre seines Lebens im Manoir du Clos Lucé in Amboise verbrachte. Unter anderem ist dort François-Guillaume Ménageots berühmtes Gemälde Der Tod Leonardo da Vincis in den Armen des französischen Königs Franz I. zu sehen. An den Wänden des Hochzeitszimmers hängen sieben Tapisserien aus Aubusson. Sie wurden im 18. Jahrhundert gefertigt und stammen ursprünglich aus dem Schloss Chanteloup, das auch Eigentum des Herzogs von Choiseul war. Ein Porträt von ihm hängt im Saal der Könige Frankreichs. Der monumentale Kamin im Hochzeitszimmer ist mit den Initialen und dem Wappen Pierre Morins verziert. Aus dem Schloss Amboise stammende Möbel aus der Regierungszeit des Königs Louis Philippe vervollständigen die Ausstattung dieses Raums, dessen Namen darauf zurückgeht, dass er heute auch als Trauzimmer dient.
Im Flur der ersten Etage hängen zahlreiche Gemälde mit den Porträts der Bürgermeister von Amboise aus dem 19. und 20. Jahrhundert. Im Saal der Stadtverordnetenversammlung, der immer noch für Sitzungen genutzt wird, sind Wappenmalereien zu besichtigen, die dort erst während der Restaurierungen im 19. Jahrhundert entstanden.